# 335
Évszázadok: 3. század – 4. század – 5. század
Évtizedek: 280-as évek – 290-es évek – 300-as évek – 310-es évek – 320-as évek – 330-as évek – 340-es évek – 350-es évek – 360-as évek – 370-es évek – 380-as évek
Évek: 330 – 331 – 332 – 333 –  334 – 335 – 336 – 337 – 338 – 339 – 340

## Események

### Római Birodalom
- Flavius Iulius Constantiust és Ceionius Rufius Albinust választják consulnak.
- A jeruzsálemi Szent Sír-templom felszentelése.[1]
- Constantinus caesari rangot adományoz unokaöccsének, Flavius Dalmatiusnak, valamint kinevezi Thracia, Achaea és Macedonia kormányzójává. Testvére, Flavius Hannibalianus a Pontosz királya címet kapja.
- Arius követői, köztük Nikomédiai Euszebiosz a türoszi zsinaton leváltatják a harcos antiariánus Athanaszioszt, Alexandria pátriárkáját. Athanasziosz a császár elé viszi az ügyet, de ellenfelei rábizonyítják, hogy visszafogta a Konstantinápolyba szánt gabonaszállítmányokat, ezért Constantinus Augusta Treverorumba (ma Trier) száműzi. Ariust visszahívják száműzetéséből.
- Az év utolsó napján meghal I. Sylvester pápa. A következő év januárjában Marcust választják utódjául.

### India
- Meghal I. Csandragupta, a Gupta Birodalom megalapítója. Utóda fia, Szamudragupta.

### Kína
- Si Hu, a észak-kínai Késői Csao állam császára Jecsengbe helyezi át az állam fővárosát.

## Születések
- Nüsszai Szent Gergely, keresztény teológus
- Magnus Maximus, római császár
- Alexandriai Theón, görög matematikus, csillagász, az alexandriai könyvtár vezetője

## Halálozások
- december 31. – I. Szilveszter pápa
- I. Csandragupta, a Gupta Birodalom uralkodója

## Fordítás
- Ez a szócikk részben vagy egészben  a(z)   335 című angol Wikipédia-szócikk ezen változatának fordításán alapul.  Az eredeti cikk szerkesztőit annak laptörténete sorolja fel. Ez a jelzés csupán a megfogalmazás eredetét és a szerzői jogokat jelzi, nem szolgál a cikkben szereplő információk forrásmegjelöléseként.